# دردار متوسط الثمار
دردار متوسط الثمار (الاسم العلمي:Ulmus mesocarpa) هو نوع نباتي يتبع جنس الدردار من فصيلة الدردارية.